# Loesje

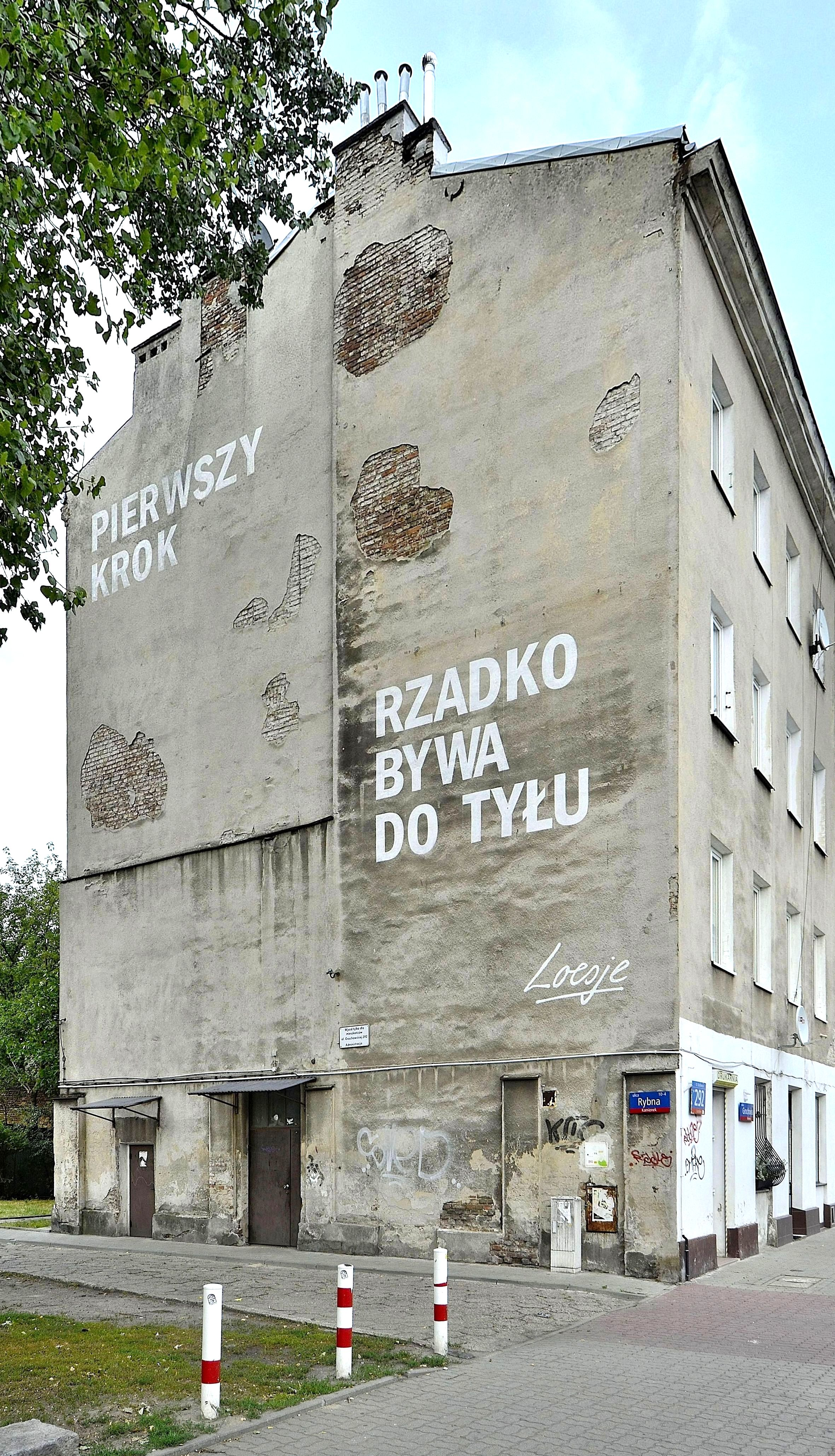
Mural Loesje przy ul. Grochowskiej 292 w Warszawie

Loesje /'luʃə/ – międzynarodowa organizacja promująca wolność słowa.

## Opis
Organizacja powstała w 1983 w Arnhem w Holandii, a w 1989 stała się organizacją międzynarodową. Głównymi zadaniami Loesje są: promowanie wolności słowa i wolności wyrażania opinii, kreatywności, konstruktywnej krytyki, progresywnego myślenia, filozofii, a czasami nawet poezji, poprzez krótkie slogany umieszczane na plakatach, pod którymi podpisuje się Loesje – fikcyjna postać (Loesje jest holenderskim imieniem żeńskim).
Loesje jest obecnie aktywna w ponad 20 państwach, w tym w Polsce.